# ألبرت كليمنت (عالم موسيقى)
ألبرت كليمنت (بالهولندية: Albert Clement)‏ هو عالم موسيقى هولندي، ولد في 9 أغسطس 1962.